# Prawo konsularne
Prawo konsularne – dział prawa międzynarodowego publicznego, regulujący stosunki konsularne. Te, podobnie jak dyplomatyczne, określane są przez zespół norm prawnych umownych i zwyczajowych składających się na międzynarodowe prawo konsularne oraz przez normy prawa wewnętrznego. W przeciwieństwie do prawa dyplomatycznego, w prawie konsularnym większą rolę odgrywają dwustronne umowy międzynarodowe. Postanowienia dotyczące nawiązywania stosunków konsularnych, funkcji, przywilejów czy immunitetów konsularnych znajdują się w:
1. specjalnych konwencjach konsularnych
2. porozumieniach oraz traktatach handlowych
3. porozumieniach oraz traktatach żeglugowych
4. porozumieniach oraz traktatach politycznych.